# Grifftabelle
Eine Grifftabelle ist die tabellenförmige Zusammenstellung von grafischen Darstellungen („Griffbildern“) musterartiger Fingerkonstellationen („Griffweisen“) auf Grundlage einer Griffnotation für ein bestimmtes Musikinstrument. Die Darstellungsweise der einzelnen Griffbilder lehnt sich dabei zumeist schematisch an die Bauweise des jeweiligen Instruments an.

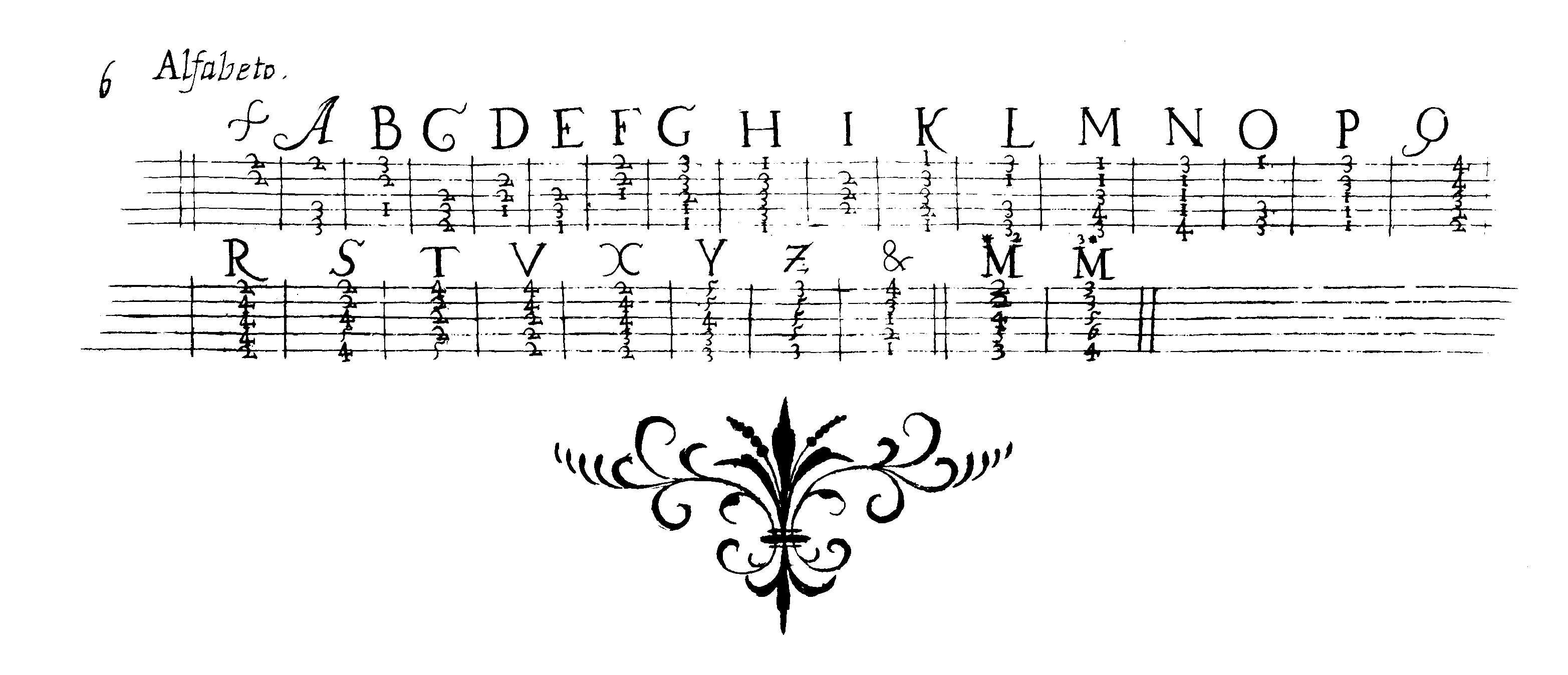
Grifftabelle aus dem 17. Jh. von Francesco Corbetta für Barockgitarre in Alfabeto-Notation mit cifras (Griffdarstellung durch Tabulaturziffern).

## Darstellungsformen

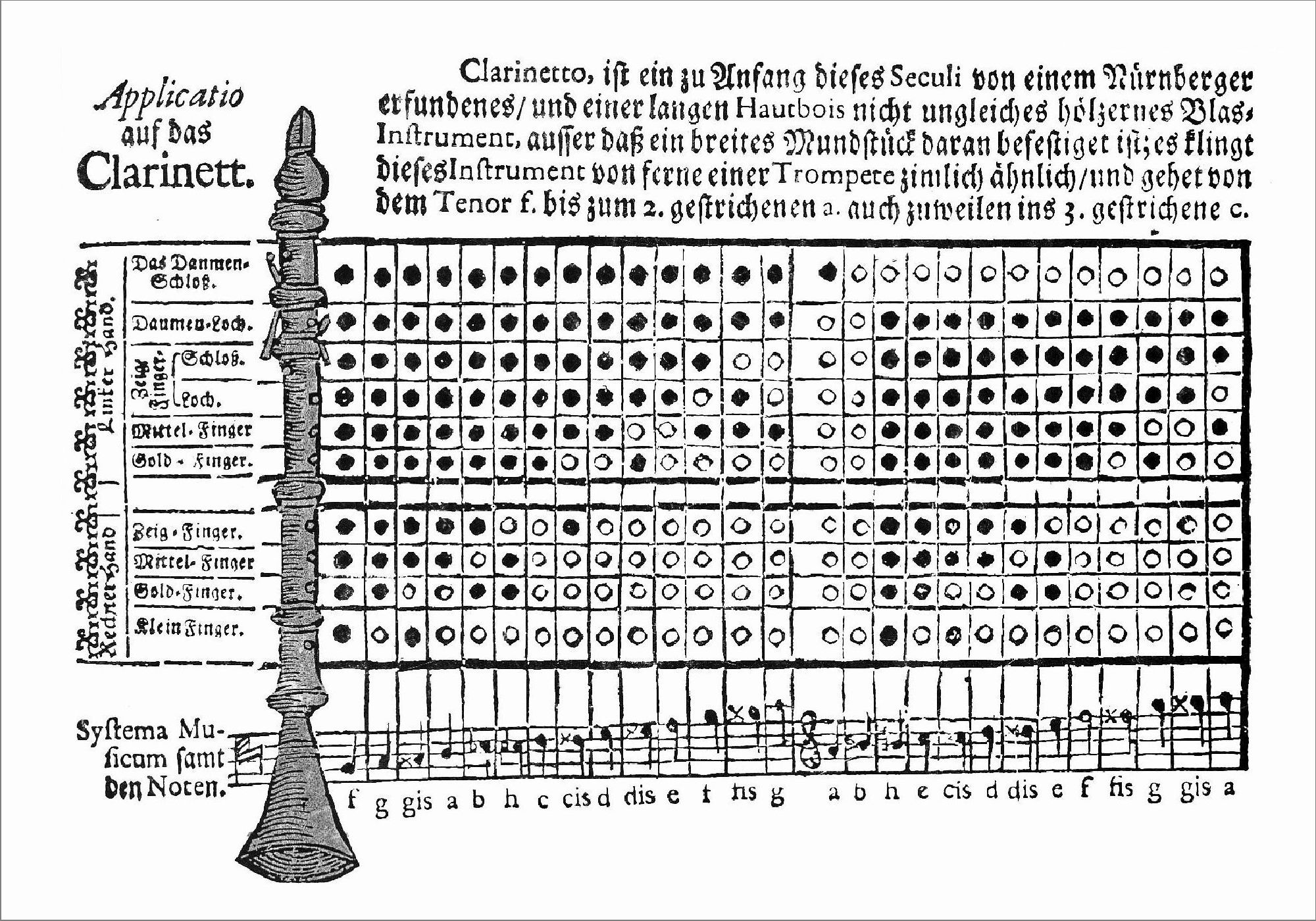
Grifftabelle für eine Zwei-Klappen-Klarinette aus Joseph Friedrich Bernhard Caspar Majers Museum Musicum Theoretico-Practicum (Schwäbisch Hall, Georg Michael Majer 1732).

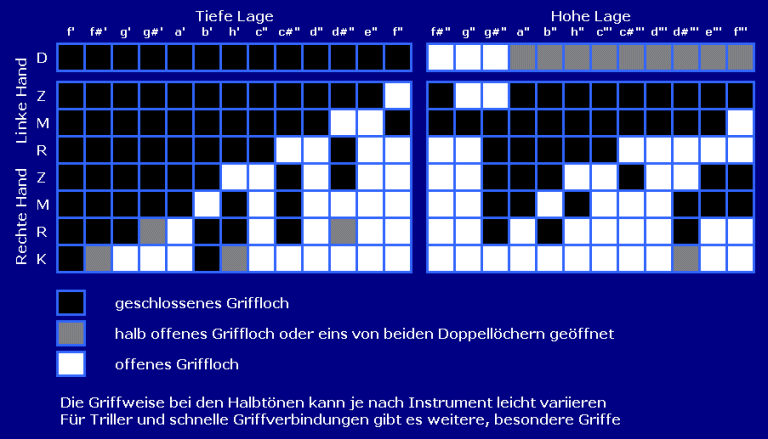
Grifftabelle für eine Altblockflöte, barocke Griffweise

Einzelnes Akkorddiagramm aus einer Grifftabelle für ein Tasteninstrument: C-Dur-Dreiklang

### Blasinstrumente
Bei Blasinstrumenten wie der Blockflöte zeigt die Grifftabelle üblicherweise in chromatischer Reihenfolge, welche Löcher oder Klappen für einen bestimmten Ton zu schließen bzw. zu öffnen sind.

### Saiten- und Tasteninstrumente
Für Saiteninstrumente wie die Gitarre gibt es Griffbrettdiagramme, die die Fingerpositionen auf dem mit Bünden versehenen Griffbrett angeben, während Griffbilder für Akkorde auf Tasteninstrumenten zumeist auf einem stilisierten Tastaturauschnitt beruhen. Zu Tabellen zusammengestellte Griffbilder enthalten oftmals verschiedene Griffvarianten für einzelne Akkordtypen oder unterschiedliche Umfänge bzw. Register für Skalen:

Grifftabelle mit Griffbildern des C-Dur-Akkords in unterschiedlichen Positionen auf der Gitarre:
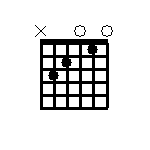
I. Lage
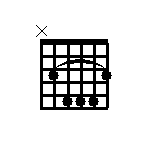
III. Lage
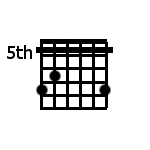
V. Lage
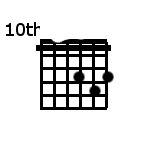
X. Lage

## Systematik und Funktion
Grifftabellen können in der Anordnung ihrer Griffbilder unterschiedlichen Prinzipien folgen, u. a. nach Akkordtypen (Dur-Akkorde, Moll-Akkorde usw.), nach Tonarten in chromatischer Abfolge oder diatonisch nach dem Quintenzirkel, oder nach spieltechnischen Aspekten, beispielsweise bei Gitarrengriffen durch die Unterscheidung zwischen Akkordgriffen mit oder ohne Verwendung der Barrétechnik.
Neben ihrer Funktion als visuelle Lernhilfe im instrumentalen Anfangsunterricht ermöglichen Grifftabellen insbesondere im Bereich des Laienmusizierens und im Kontext überwiegend informell tradierter Musikstile auch die Partizipation von Musizierenden ohne Notenlesefähigkeit oder ohne elementare theoretische Kenntnisse, die eine Voraussetzung sind, um Akkordgriffe beispielsweise nur anhand von Akkordsymbolen selbstständig bilden bzw. aus bereits bekannten Griffen ableiten zu können.
Auch wenn Griffbildern und ihrer bisweilen primär auf Quantität ausgerichteten katalogartigen Auflistung in Grifftabellen mitunter das negative Image anhaftet, dass ihr ausschließlicher Gebrauch zu einem dauerhaft verfestigten musikalischen Analphabetentum und zu einem mechanischen, rein haptischen und künstlerisch unreflektierten Musizieren führe, kann ihr gezielter Einsatz als visuelle Memorierungshilfe auch im Bereich der Erarbeitung elaborierterer Kompositionen durchaus nutzbringend sein. 
So lassen sich beispielsweise die durchgehend sechsstimmigen Akkordfolgen der 1. Etüde für Gitarre aus den 12 Etudes (Paris 1929) von Heitor Villa-Lobos in Grifftabellenform wesentlich einfacher darstellen, als durch das relativ komplexe originale Notenbild, bei dem die zur Dechiffrierung notwendige Lesefähigkeit weitaus höher anzusetzen ist, als die zur Realisation erforderlichen spieltechnischen Fertigkeiten. Während es bei einer Griffbild-Darstellung der Akkordfolge sofort ersichtlich ist, dass sich die Griffaktivität in den Takten 12 bis 21 lediglich auf die bundweise Abwärtsrückung eines verminderten Septakkord-Griffs beschränkt (die im Griffbild mit x markierten Saiten 6 und 1 werden dabei durchgehend als Leersaiten angeschlagen), ist dies anhand des originalen Notenbilds nicht auf Anhieb zu erkennen: